# Czaar Peterhuisje

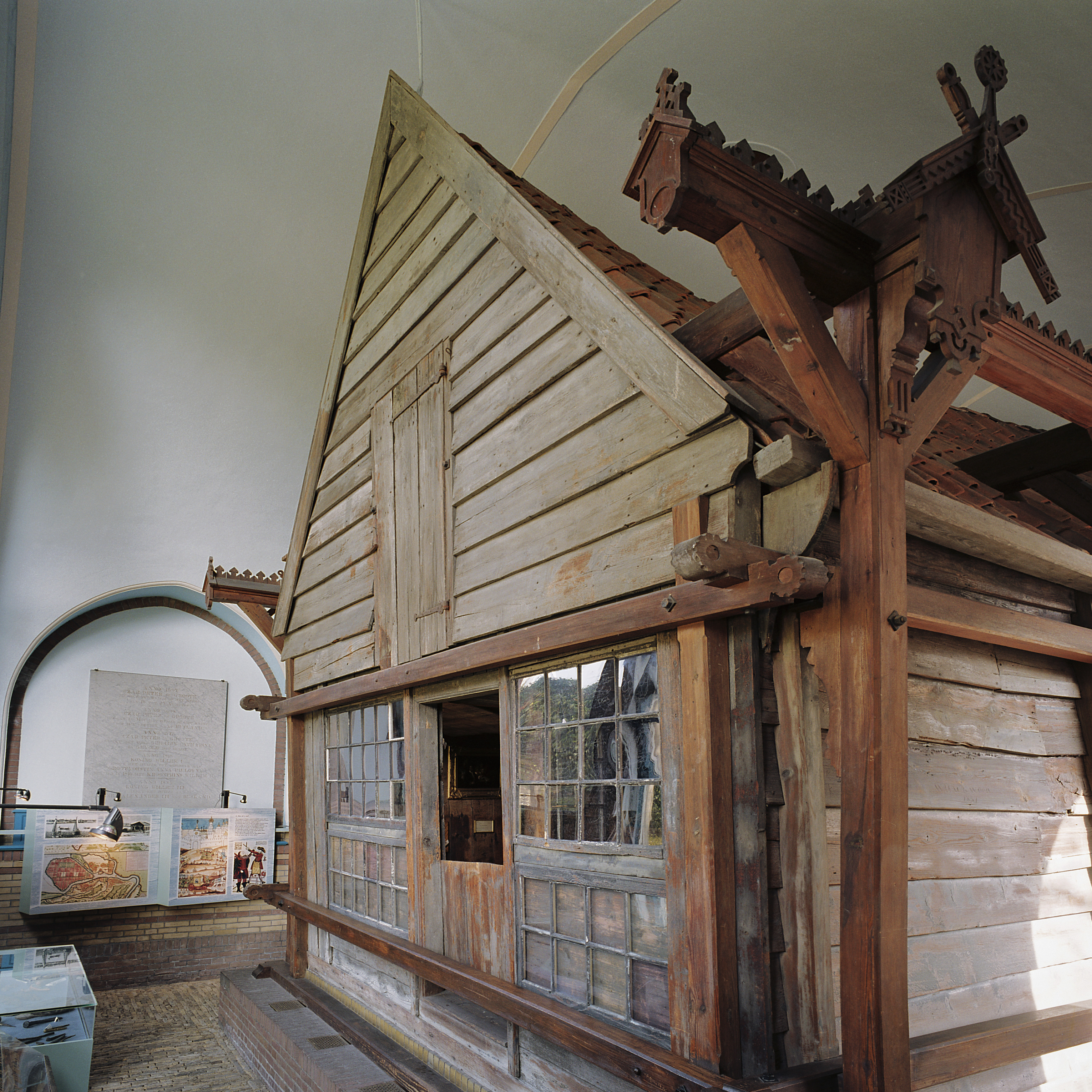
Czaar Peterhuisje

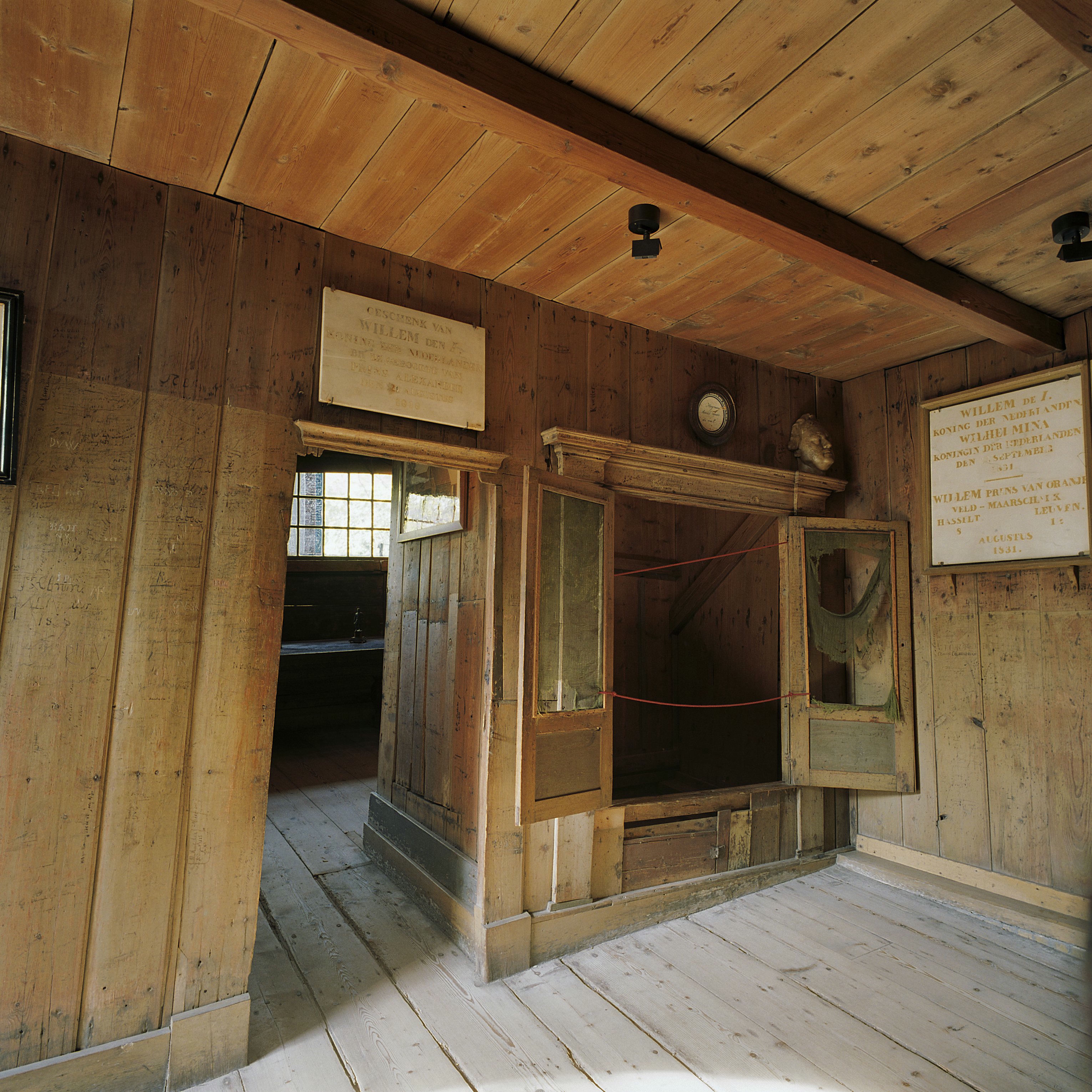
Łóżko wbudowane w szafę, w języku niderlandzkim nazywane bedstede, na którym spał Piotr Wielki

Czaar Peterhuisje (Dom cara Piotra Wielkiego w Zaandamie) – drewniany dom kowala Gerrita Kista mieszczący pamiątki z pobytu Piotra I w Holandii. Obecnie muzeum zlokalizowane przy ulicy De Krimp 23 w Zaandamie.

## Historia
Piotr I Wielki przebywając w sierpniu 1697 przez tydzień w Zaandamie koło Amsterdamu, chcąc poznać tamtejsze tajniki budowy statków zatrudnił się incognito (podawszy się za podoficera Piotra Michajłowa) w miejscowej stoczni, gdzie pracował razem ze stoczniowcami przez kilka dni. Holandia słynęła wówczas z budowy różnych typów i różnych rozmiarów statków, i była zaliczana do grupy wysoko rozwiniętych krajów, podczas gdy Rosja była wtedy krajem słabo rozwiniętym. Młody car przewodniczył poselstwu liczącemu 250 osób, które przybyło do Europy Zachodniej w latach 1697/1698 z misją zdobycia wiedzy. Rosja nie była jedynym krajem, który w ten sposób starał się nadgonić zaległości w rozwoju. Do Holandii przybywały misje również z innych krajów.
Gościny udzielił mu wówczas miejscowy kowal, Gerrit Kist, znający cara stąd, że sam pracował właśnie u Piotra I w stoczni w Moskwie. Jako jedyny znał prawdziwą tożsamość praktykanta z obcego kraju. Miejscowa ludność szybko zorientowała się, że chodziło o rosyjskiego cara. Młodemu władcy towarzyszyła zawsze grupa sześciu Rosjan ubranych w typowe rosyjskie szaty, dodatkowo pracujący w Moskwie stolarz z Zaandamu napisał w liście do ojca o planowanej wizycie cara i jego zamiarze odwiedzenia właśnie Zaandamu. Podał także opis wyglądu Piotra Wielkiego. Mierzący 2 metry i 4 centymetry wzrostu młody car wyróżniał się wśród holenderskich mężczyzn, którzy mieli przeciętnie 165 cm wzrostu. Miejscowi Holendrzy specjalnie przychodzili, aby przypatrzeć się carowi, wskazywali na niego palcami, wołali do niego, uniemożliwiając mu swoim prostackim zachowaniem dalszy pobyt w Zaandamie. Tym niemniej władca odwiedził to miejsce jeszcze trzy razy – jeden raz w roku 1698 i 1717, kiedy to miały miejsce dwie kolejne jego wizyty. W 1895 staraniem cara Mikołaja II, w celu ochrony domu i pamiątek po odwiedzinach Piotra Wielkiego, wzniesiono ceglany barak, w którym obecnie stoi dom Gerrita Kista. Wnętrze charakteryzuje się prostotą. Na parterze znajdują się jedynie dwa małe pokoiki. Dom został zbudowany z drewna w 1632 i jest jednocześnie jednym z najstarszych drewnianych domów, które zachowały się do czasów współczesnych w Holandii. Czaar Peterhuisje odwiedziło wiele koronowanych głów i prezydentów, m.in. Michaił Gorbaczow czy Władimir Putin. Był tu też Napoleon Bonaparte. 
Muzeum Czaar Peterhuisje znajduje się przy ulicy De Krimp 23 w Zaandamie, dokładnie w tym samym miejscu, w którym dom został wybudowany. Miejsce jest często odwiedzane przez turystów, szczególnie przez Rosjan.
W centrum miasta na środku Dam można też zobaczyć pomnik Piotra Wielkiego. Pomnik według projektu Leopolda Bernstamma wybudowano w latach 1909–1911. Pomnik został ufundowany przez cara Mikołaja II Romanowa w celu upamiętnienia pobytu swojego przodka Piotra I Wielkiego i stanowi dar dla Zaandamu. Został wykonany w Paryżu i stanowi replikę pomnika z Sankt Petersburga. Na blisko trzymetrowym cokole z szarego granitu umieszczona została dwumetrowa rzeźba z brązu, przedstawiająca Piotra I Wielkiego jako budowniczego statku, ciosającego siekierą drewno.